# دهستان کویرات (کرمان)
دهستان کویرات (کرمان) نام دهستانی در بخش چترود شهرستان کرمان، استان کرمان در ایران است. براساس سرشماری مرکز آمار ایران در سال ۱۳۸۵، جمعیت آن ۸۷۳۷ نفر (۱۹۸۸ خانوار) بوده‌است.